# João Teixeira Alves Júnior
João Teixeira Álvares Júnior (1885 — 1974) foi um político brasileiro.
Foi interventor federal interino em Goiás, de 9 a 28 de março de 1942, de 24 de setembro a 10 de outubro de 1942 e de 11 a 21 de novembro de 1942.
É irmão do senador Pedro Ludovico Teixeira, fundador de Goiânia. E sogro da musicista Maria Lucy Veiga Teixeira (Fifia), fundadora do Conservatório de Música, atual Escola de Música e Artes Cênicas da Universidade Federal de Goiás.
É ainda avô de Denise de Mello Teixeira, casada com o ex-ministro Flávio Rios Peixoto da Silveira. E de Alládio Teixeira Álvares Júnior, casado com a deputada federal Raquel Teixeira.
Bem como do arquiteto Luiz Fernando Cruvinel Teixeira, autor do projeto de Palmas, capital do Estado do Tocantins. 
É também avô da ex-primeira-dama do Estado de Goiás, dona Maria de Lourdes Teixeira Rodrigues da Cunha Caiado — casada com o ex-governador e ex-prefeito de Goiânia, dr. Leonino Di Ramos Caiado. E de Maria Aída Teixeira Rodrigues da Cunha Lôbo, também ex-primeira-dama de Goiânia, casada com o ex-prefeito Hélio Mauro Umbelino Lôbo.
Avô de Paulo Fernando Fleury da Silva e Souza, professor e orientador de mestrado do Instituto Coppead de Administração, especialista em logística. 